# Жюль Бага
Жюль Ів Стефан Бага (фр. Jules Yves Stephane Baga, 14 червня 1987, Яунде, Камерун) — камерунький футболіст, нападник.

## Клубна кар'єра
Почав кар'єру на батьківщині в Камеруні. Потім перейшов у таїландський клуб «Чонбурі». У 2007 році «Чонбурі» став чемпіоном Таїланду, а в наступному році срібним призером. Разом з командою брав участь в азійській Лізі чемпіонів в 2008 році. Тоді «Чонбурі» зайняв останнє місце в групі, Бага зміг відзначитися 2-ма нолами в матчі проти клубу «Мельбурн Вікторі» (3:1).
На початку вересня 2008 року перейшов в луганську «Зорю». У чемпіонаті України дебютував 20 вересня 2008 року в матчі проти «Харкова» (2:3). У сезоні 2008/09 років Бага зіграв 18 матчів і забив 1 м'яч, по ходу сезону запам'ятався технічним браком при реалізації моментів. Влітку 2009 року він покинув команду, пізніше з'явилася інформація про те, що Бага побував на перегляді в дніпропетровському «Дніпрі».
Потім він знову повернувся в «Чонбурі». Взимку 2011 року перейшов в бельгійський «Буссю Бур Доринаж».

## Кар'єра в збірній
Виступав за молодіжну збірну Камеруну (U-21), провів 8 матчів і забив 3 м'ячі.

## Досягнення
- Чемпіонат Таїланду
  -  Чемпіон (1): 2007
  -  Срібний призер (1): 2008